# Mary Rodgers
Mary Rodgers (* 11. Januar 1931 in New York City; † 26. Juni 2014 ebenda) war eine US-amerikanische Musical-Komponistin und Schriftstellerin.

## Leben

### Ausbildung
Mary Rodgers war die Tochter des bedeutenden Broadway-Komponisten Richard Rodgers und dessen Frau Dorothy Feiner Rodgers. Sie besuchte die private Mädchenschule Brearley School in ihrer Geburtsstadt New York und das Wellesley College, wo sie Musik als Hauptfach studierte. Allerdings brach sie ihre Ausbildung im letzten Studienjahr ab, um Julian Beaty zu heiraten.

### Musikalische Karriere
Ihre berufliche Karriere begann sie unter anderem als Assistentin des Produzenten der „Young People’s Concerts“ mit den New Yorker Philharmonikern unter der Leitung von Leonard Bernstein.
Mary Rodgers schrieb Musik und Lieder für eine Reihe von Musicals und Revuen, beginnend mit Once Upon a Mattress (1959), ihrem wohl größten Erfolg. Die Hauptrolle übernahm Carol Burnett, die damit zum Star wurde. Das Musical, das auf dem Märchen Die Prinzessin auf der Erbse von Hans Christian Andersen basiert, erhielt mehrere Auszeichnungen und ist in den USA und Kanada konstant populär geblieben – noch heute wird es dort jährlich in mehr als 400 Aufführungen gegeben. Once Upon a Mattress wurde zudem 1964, 1972 und 2005 für das Fernsehen adaptiert, wobei die jüngste Fassung – abermals mit Carol Burnett – in der Reihe The Wonderful World of Disney zu sehen war.
Weitere Musical- und Revue-Produktionen, an denen Mary Rodgers als Komponistin federführend beteiligt war, sind Hot Spot (1963), The Mad Show (1966), Phyllis Newmans Show The Madwoman of Central Park West (1979) und The Griffin and the Minor Canon (1988). Außerdem komponierte sie die musikalische Untermalung für verschiedene Produktionen mit den Bil Baird Marionettes, darunter Davy Jones’ Locker (1966) und Pinocchio (1973). Eine Revue mit ihrer Musik, zusammengestellt und inszeniert von Richard Maltby, Jr. lief unter dem Titel Hey, Love im Juni 1993 im Eighty-Eight’s in New York. Außerdem war sie an dem erfolgreichen Schallplattenalbum Free to Be... You and Me (1972) beteiligt. Dazu kommen zahlreiche Theaterauftritte. Weiter war sie auch eine gefragte Zeitzeugin für Dokumentarfilme zur Geschichte des Musicals und ihrer Familie.

### Erfolge als Schriftstellerin
Mary Rodgers ging Ende der 1960er Jahre dazu über, Kinder- und Jugendbücher zu schreiben. Ihren Wechsel zur Schriftstellerei begründete sie einmal so:

„Ich hatte ein ordentliches Talent, aber kein außerordentliches Talent (…) Ich war nicht mein Vater oder mein Sohn. Und man muss alle möglichen Dinge aufgeben. – I had a pleasant talent but not an incredible talent. (...) I was not my father or my son. And you have to abandon all kinds of things.“

Das bekannteste ihrer Bücher ist Freaky Friday (1972), das mit mehreren Literaturpreisen ausgezeichnet und noch im gleichen Jahr unter dem Titel Verrückter Freitag auch ins Deutsche übersetzt wurde. Die Walt-Disney-Studios kauften den Stoff und machten daraus bislang (2010) drei Filmversionen, die im Original alle Freaky Friday heißen: Für Ein ganz verrückter Freitag (1976) schrieb Mary Rodgers auch das Drehbuch, und unter der Regie von Gary Nelson spielten Jodie Foster und Barbara Harris Tochter und Mutter, die auf wundersame Weise in die Haut der jeweils anderen schlüpfen. 1995 adaptierte Stu Krieger Rodgers Originaldrehbuch für den Fernsehfilm Annabelles größter Wunsch mit Gaby Hoffmann und Shelley Long. Freaky Friday – Ein voll verrückter Freitag (2003) schließlich war eine modernisierte Kinoversion, für die Lindsay Lohan und Jamie Lee Curtis die Hauptrollen von Tochter und Mutter übernahmen. Daneben schrieb Mary Rodgers noch für die weitere Disney-Fantasy-Komödie Zum Teufel mit Max (The Devil and Max Devlin, 1981) das Drehbuch nach einer Originalgeschichte von ihr und Jimmy Sangster. Dieser Film erwies sich jedoch als weit weniger erfolgreiches Projekt. Nach eigenem Bekunden hasste sie es wegen der Zwänge und Einschränkungen, die Filmproduktionen mit sich bringen, Drehbücher zu schreiben und hörte nach fünf Filmen wieder damit auf.
Weitere Kinderbuch-Titel von Mary Rodgers sind The Rotten Book (1969), Summer Switch (1982) sowie A Billion for Boris (1974), das als Die Glücksritter von Manhattan (Billions for Boris, 1984) ebenfalls verfilmt wurde und an dessen Drehbuch die Autorin mitwirkte. Sowohl A Billion for Boris als auch Summer Switch sind mit weiteren Erlebnissen der Familie Andrews Fortsetzungen von Freaky Friday.
Gemeinsam mit ihrer Mutter Dorothy Rodgers brachte sie das Buch A Word to the Wives (1970) heraus, das zu einem landesweit ausgestrahlten Radioprogramm führte. Außerdem hatten beide mit Beginn der 1970er Jahre eine monatliche Kolumne mit dem Titel Of Two Minds in der Frauenzeitschrift McCall’s, in der sie wechselweise und oft sehr voneinander abweichend Leserfragen beantworteten.

### Leitungsfunktionen in verschiedenen Gremien
Viele Jahre gehörte Mary Rodgers dem Direktorium der Juilliard School und des Lincoln Center for the Performing Arts an (mittlerweile jeweils als Chairman Emeritus). Außerdem engagierte sie sich in den Leitungsgremien des Bridgehampton Chamber Music Festivals und dem Dramatists Guild Council sowie für die American Society of Composers, Authors and Publishers (ASCAP). Außerdem repräsentierte sie die Familie Rodgers in der zusammen mit der Familie Hammerstein geführten The Rodgers & Hammerstein Organization.

### Privates
Nach ihrer ersten Ehe mit Julian Beaty, von dem sie 1957 geschieden wurde, war Mary Rodgers seit 1961 in zweiter Ehe mit Henry Guettel verheiratet. Beiden Ehen entstammen insgesamt fünf Kinder. Ihr Sohn Adam Guettel ist ebenfalls Komponist, ihre Tochter Constance P. Beaty Malerin.

## Auszeichnungen
Mary Rodgers war zwei Mal für den Tony Award nominiert: 1960 in der Kategorie „Bestes Musical“ für ihre Musik zu Once Upon a Mattress und 1978 in der Kategorie „Bester Score“ zusammen mit anderen Beteiligten für Musik und Liedtexte zu Working.
Für ihr Buch Freaky Friday (1972) erhielt sie noch im Erscheinungsjahr den ersten Preis beim Book World Spring Book Festival und eine Erwähnung als „Bemerkenswertes  Kinderbuch“ („Notable Children’s Book“) der American Library Association (ALA) sowie 1973 den Christopher Award. Weitere Preise waren der Nene Award (Hawaii, 1977), die California Young Reader Medal (1977) und der Georgia Children’s Book Award (1978). Den Christopher Award gewann sie zudem 1975 erneut für A Billion for Boris, das zudem wiederum eine Erwähnung der ALA erhielt.

## Werke

### Musicals und Revuen
- Once Upon a Mattress, 1959 – Musik
- From A to Z, 1960 – Musik für das Lied Hire a Guy
- Hot Spot, 1963 – Musik
- The Mad Show, 1966 – Musik
- Davy Jones’ Locker, 1972 – Musik und Lieder
- Side by Side by Sondheim, 1977 – zusätzliche Musik
- Working, 1978 – Musik für das Lied Nobody Tells Me How
- The Madwoman of Central Park West, 1979 – Musik für Lieder
- The Griffin and the Minor Canon, 1988 – Musik

### Bücher
- The Rotten Book. mit Bildern von Steven Kellogg, New York 1969.
- zusammen mit Dorothy Rodgers:  A Word to the Wives. New York 1970.
- Freaky Friday. New York 1972 (zuletzt New York 1999, ISBN 0-06-440046-8. dt.: Verrückter Freitag. übersetzt von Sybil Gräfin Schönfeldt, Gütersloh 1972, ISBN 3-570-07594-X.)
- A Billion for Boris. New York 1974 (zuletzt auch unter dem Titel ESP TV. New York 1999, ISBN 0-06-440838-8.)
- Summer Switch. New York 1982 ISBN 0-06-025058-5.
- mit Jesse Green: Shy: The Alarmingly Outspoken Memoirs of Mary Rodgers. Farrar, Straus and Giroux, New York 2022, ISBN 978-0-374-29862-3.

### Drehbücher
- 1976: Ein ganz verrückter Freitag (Freaky Friday)
- 1981: Zum Teufel mit Max (The Devil and Max Devlin)
- 1984: Die Glücksritter von Manhattan (Billions for Boris) – Drehbuchbeteiligung